# Jean-Marc Jézéquel
Jean-Marc Jézéquel est un universitaire et informaticien français, né à Nantes (Loire-Atlantique) le 13 juin 1964, Professeur à l'Université de Rennes I et spécialiste du génie logiciel. Il a reçu en 2016 la médaille d'argent du CNRS.

## Biographie
Jean-Marc Jézéquel obtient le titre d'ingénieur Télécom Bretagne en 1986, puis de docteur en informatique de l'Université de Rennes I en 1989.
De 1991 à 2000 il est Chargé de Recherches au CNRS. Depuis 2000, il  est professeur d'informatique à l'Université de Rennes I et de 2012 à 2020 Directeur de l'IRISA (UMR CNRS 6074), rattaché à cette université.
Lors de son mandat de directeur de l'IRISA, Jean-Marc Jézéquel a joué un rôle déterminant dans la structuration de la recherche en cybersécurité au sein du Pôle d'excellence Cyber en Bretagne,. 
Il a reçu en 2016 la médaille d'argent du CNRS,.
Les travaux de cet informaticien ont eu une influence considérable dans le développement des sciences du logiciel, notamment en matière d’ingénierie dirigée par les modèles. En 2020, il obtient le 'career award' de la conférence Model Driven Engineering Languages and Systems , qui récompense ses contributions scientifiques de longue date dans la communauté MDE et son activité exemplaire pour les membres plus jeunes de la communauté MODELS.
Il est nommé en 2023 membre sénior de l'Institut Universitaire de France (IUF).
Il est depuis 2024 président d'Informatics Europe, après en avoir été vice-président de 2021 à 2023.

## Publications
Principaux ouvrages :
- Engineering Modeling Languages: Turning Domain Knowledge into Tools, CRC Press, 2016.
- Ingénierie Dirigée par les Modèles : des concepts à la pratique, Éditions Ellipses, 2012
- Design Patterns and Contracts, Addison-Wesley, 1999
- Object-Oriented Software Engineering with Eiffel, Addison-Wesley, 1996